# Фенолфталеїн
Фенолфталеїн (4,4'-діоксифталофенон або 3,3-біс-(4-гідроксифеніл)фталід) — трифенілметановий барвник, кислотно-основний індикатор, що змінює забарвлення від безбарвного (при pH < 8,2) до червоно-фіолетового, «малинового» (в лузі); але в концентрованому лузі — знову безбарвний. У концентрованій сульфатній кислоті утворює помаранчевий катіон.

## Фізичні властивості
Фенолфталеїн є білою кристалічною речовиною без запаху і смаку, погано розчинною у воді, але добре розчинною в етанолі, диетиловому етері та інших органічних розчинниках, а також розчинах лугів. На повітрі не дуже стійкий.

## Одержання
Одержують фенолфталеїн нагріванням суміші фталевого ангідриду і фенолу у мольному співвідношенні 1:2 (фенол часто беруть в надлишку), в присутності концентрованої сульфатної кислоти і цинк хлориду або алюміній хлориду.

## Хімічні властивості
Фенолфталеїн є слабкою кислотою (pKa = 9,4 (у воді при 20 °C)).
При сплавленні з кристалічними лугами (наприклад, натрій гідроксидом) перетворюється на 4,4’-дигідроксибензофенон.
При нагріванні з концентрованою сульфатною кислотою розкладається з утворенням фенолу і 2-гідроксиантрахінону.
В лужному середовищі відновлюється металевим цинком до безбарвної лейкосполуки. В присутності окисників відбувається зворотній перехід у забарвлену форму, що використовується для якісного виявлення окремих сполук в аналітичній хімії.
В залежності від рН середовища молекула фенолфталеїну може існувати у розчинах в різних формах, що мають різне забарвлення. Таким чином даний індикатор має одразу декілька інтервалів переходу забарвлення, але в практиці кислотно-основного титрування використовується тільки один з них — в межах 8,2—10. Хіноїдна форма фенолфталеїну, що існує при рН 10—12, має яскраве пурпурне (малинове) забарвлення: максимальне поглинання (λмакс) у видимій частині спектру спостерігається при довжині хвилі 553 нм.
В лужних розчинах фенолфталеїну інтенсивність малинового забарвлення поступово зменшується, що пояснюється як повільним оборотним процесом перетворення у безбарвну карбінольну основу (яка є основною формою у сильнолужних розчинах), так і необоротним окисненням киснем повітря.

## Застосування
Найчастіше застосовується в аналітичній хімії для визначення точки еквівалентності в кислотно-основних методах об'ємного хімічного аналізу. В практиці аналітичної хімії використовується 1 %-ний (або 0,1 %-ний) його розчин у 60 %-му етанолі. Готують 1%-ний розчин шляхом розчинення 1 г фенолфталеїну у 60 см³ етанолу і розведенням дистильованою водою до об'єму 100см³.
Фенолфталеїн використовують для виготовлення змішаних індикаторів (для визначення pH), а також для колориметричного визначення pH розчинів.
Фенолфталеїн може використовуватись для якісного визначення деяких нерозчинних гідроксидів (магнію, цинку, свинцю(ІІ), кадмію): при обприскуванні цих речовин розчином фенолфталеїну вони набувають забарвлення, обумовленого адсорбцією індикатору.
Відомий також як фармацевтичний препарат під торговельною маркою «Пурген», що має послаблювальну дію. Але після виявлення певних побічних ефектів, що виявляються у подразненні ниркової тканини і проканцерогенній дії, а також здатності до накопичення в організмі (кумулятивна дія), його використання як лікарського засобу обмежено.

## Цікаві факти
- Фенолфталеїн є одним з найбільш відомих кислотно-основних індикаторів і вивчається в межах шкільного курсу хімії. Для запам'ятовування найголовнішого переходу його забарвлення можна використати мнемонічний віршик, що є до певної міри калькою з російськомовного аналога:

Фенолфталеїновий у лугах малиновий,
Лиш в кислоти потрапляє — тут же колір свій втрачає.
- У пацієнтів, що вживають фенолфталеїн, сеча може мати рожеве забарвлення.
- Як дієва речовина фенолфталеїн входить до складу кількох лікарських препаратів послаблювальної дії: «Лаксатол», «Лаксоїн», «Феналоїн», «Пургіл», а також до складу препарату «Climakterin (Клімактерин)».[4]
- Послаблювальний ефект фенолфталеїну в деяких пацієнтів може проявлятись аж через три доби після вживання.[5]